# Железничка станица Лондон Кингс крос
Железничка станица Лондон Кингс крос (енгл. London King's Cross railway station) је значајна железничка станица у Лондону отворена 1852. године. Станица се налази на ободу централног Лондона, у насељу Кингс крос.